# 中埜政一
中埜 政一（なかの まさかず、1922年8月19日 - 2002年5月19日）は、日本の経営者。ミツカングループ本社社長を務めた。7代目中埜又左エ門。

## 経歴
愛知県出身。1946年に慶應義塾大学経済学部を卒業し、同年に中埜商店(のちのミツカングループ本社)に入社。1953年9月に社長に就任。
1982年11月に藍綬褒章を受章し、1992年11月に勲四等旭日小綬章を受章。
2002年5月19日肺炎のために死去。79歳没。